# RVNS Trần Bình Trọng (HQ-5)
Tuần dương hạm Trần Bình Trọng (HQ-5) là một tàu chiến thuộc biên chế của Hải quân Việt Nam Cộng Hòa. Tàu đã tham gia Hải chiến Hoàng Sa 1974 đụng độ với Trung Quốc và soái hạm chỉ huy trong trận này.